# Alfonso von Aragon

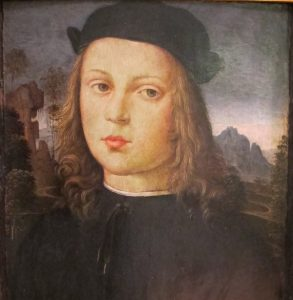
Alfonso von Aragon (mit 7 Jahren) von Pinturicchio

Alfonso von Aragon (* 1481 im Königreich Neapel; † 18. August 1500 in Rom), Herzog von Bisceglie, Prinz von Salerno, war ein unehelicher Sohn von König Alfons II. von Neapel und dessen Mätresse Trogia Gazzela. Er war der zweite Ehemann Lucrezia Borgias.

## Leben

### Kindheit und Jugend
Durch seinen Vater Alfons II. entstammte Alfonso dem Haus Trastámara. Gemäß der Tradition seiner Familie erhielt er eine ausgezeichnete humanistische Ausbildung. Sein erster Lehrer war Giuniano Maio von der Accademia Pontaniana. Später wurde er von dem Florentiner Literaten Raffaele Brandolini (aufgrund seiner Blindheit bekannt als „Lippus Brandolinus“) ausgebildet. Alfonso hielt auch später noch Kontakt zu Brandolini, als beide in Rom lebten.
Bereits seit seiner Kindheit sah sich Alfonso mit den Krisen, die seine Dynastie trafen, konfrontiert. Während der französischen Besetzung floh sein Vater 1495 nach Sizilien, wo er kurz darauf starb. Alfonso kämpfte für die Rückkehr seines Halbbruders Ferdinand II. von Neapel auf den Thron, der allerdings nur ein Jahr nach der Thronbesteigung verstarb. Sein Nachfolger Friedrich I., Onkel Alfonsos, verlieh ihm erste Ämter, so wurde Alfonso 1497 zum Generalleutnant in den Abruzzen ernannt.

### Heirat
Papst Alexander VI. suchte eine Heirat seiner Tochter Lucrezia mit Alfonso, um sich enger an Neapel zu binden. Alfonsos Schwester Sancha war bereits mit Jofré Borgia verheiratet, außerdem sollte Cesare Borgia Charlotte von Aragon, die Tochter König Friedrichs von Neapel, heiraten. Als Alfonso sich in Rom vorstellte, wurde er als „der schönste Jugendliche, der je in Rom gesehen worden war“ beschrieben.

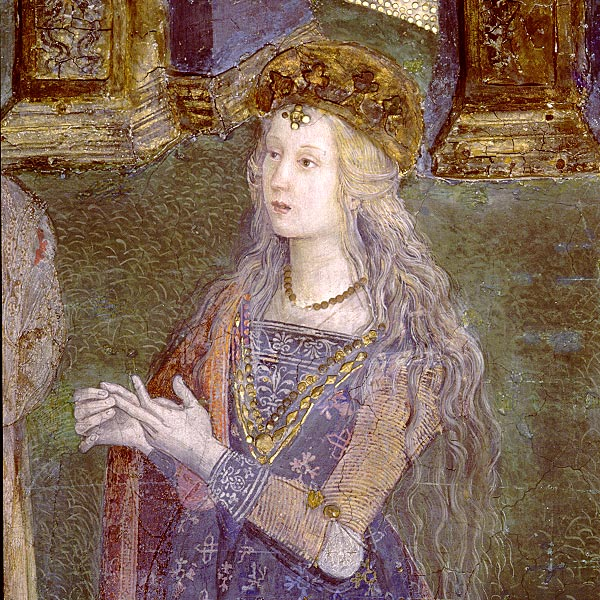
Vermutlich Lucrezia Borgia als Heilige Katharina von Alexandria

Die Hochzeit wurde am 21. Juli 1498 im Beisein der Familie im Vatikan gefeiert. Alfonso brachte die Städte Salerno, Quadrata und Bisceglie in die Ehe ein, Lucrezia eine Mitgift von 40.000 Dukaten. Als Teil der Vereinbarungen wurde festgelegt, dass das Paar zumindest für ein Jahr in Rom bleiben sollte und nicht bis zum Tod des Papstes dauerhaft im Königreich Neapel wohnen sollte. Gemäß aller Anhaltspunkte liebte Lucrezia ihren Mann wirklich. Am 1. November 1499 brachte Lucrezia den gemeinsamen Sohn Rodrigo zur Welt. Er wurde am 11. November in der Kapelle von Sixtus in St. Peter von Kardinal Carafa getauft.

### Versuchte Flucht aus Rom
Die internationale Politik der Borgia änderte sich schnell: Neapel war nicht länger von Interesse, Cesare verfolgte eine profranzösische Politik, indem er Charlotte d'Albret heiratete. Alfonso zeigte sich ob der Allianz des Papstes mit Frankreich besorgt. Da er sich in Rom nicht mehr sicher fühlte, verließ Alfonso am 2. August 1499 heimlich die Stadt und seine im sechsten Monat schwangere Frau, um sich in die Territorien der Colonna und später nach Neapel zurückzuziehen. In Genazzano schrieb er an seine Frau, damit diese ihm nachfolgte. Der Brief fiel jedoch in die Hände Alexanders VI. Der Papst schickte den spanischen Hauptmann Giovanni Cervillon zum neapolitanischen König Friedrich, um die Rückkehr Alfonsos zu verhandeln. Es wurde festgelegt, dass er sich mit seiner Frau treffen sollte, dies geschah am 19. September 1499 in Spoleto. Am 23. September begaben sie sich nach Nepi, dessen Burg dem Papst gehörte, wo Alexander VI. sie selbst erwartete. Am 14. Oktober kehrten sie nach Rom zurück, wo am 1. November ihr Sohn Rodrigo zur Welt kam.

### Erster Überfall
Am 15. Juli 1500 besuchte Alfonso seine Frau und seine Schwester Sancha und aß mit seinem Schwiegervater zu Abend. Beim Verlassen des Vatikans wurde er von Tommaso Albanese und einem Reitknecht begleitet. In der Nähe des Palazzo di Santa Maria in Portico wurde er überfallen. Alfonso verteidigte sich, trug jedoch Wunden an Kopf, Rücken und Bein davon. Währenddessen rief sein Reitknecht um Hilfe und versuchte, den blutüberströmten Körper seines Herrn in Richtung des Palazzo di Santa Maria in Portico wegzuziehen, als er jedoch erkannte, dass er in Gefahr schwebte, zog er ihn in Richtung Vatikan.
Albanese deckte den Rückzug. Glücklicherweise öffneten sich die Tore des Papstpalastes rechtzeitig und die päpstliche Wache schlug die Angreifer in die Flucht. Zeitgenossen berichteten, dass Alfonso von Aragon auf den Armen der Soldaten blutüberströmt, zerrissen und totenbleich bis zur Tür des Raumes getragen wurde, wo Lucrezia sich noch mit ihrem Vater und Sancha unterhielt. Mit dem letzten Atem gab Alfonso noch seinen Angreifer an, seine Frau fiel in Ohnmacht.
Nach dem Attentat blieb Alfonso im ersten Raum der Wohnung im Borgia-Turm, der mit Fresken von Pinturicchio ausgestaltet war. Lucrezia und Sancha schliefen auf behelfsmäßigen Betten neben dem Verwundeten, halfen ihm und bereiteten selbst am Herd Speisen zu, damit er nicht vergiftet werden konnte. Vor dem Raum standen Wachen, die Ärzte des Papstes und die wenigen Vertrauten Alfonsos, dazu kamen bald Gesandte des Königs Friedrich von Neapel, sowie zwei bekannte neapolitanische Ärzte, Messere Galiano de Anna, Chirurg, und Messere Clemente Gactula, Arzt. Alfonso erholte sich durch die Behandlungen und wahrscheinlich auch durch seine jugendliche Kraft zusehends.
Cesare Borgia besuchte seinen Schwager und soll geflüstert haben, dass die Dinge, die beim Mittagessen nicht gelangen, beim Abendessen gelingen würden. Lucrezia, die die Gefahr spürte, in der ihr Mann schwebte, hatte mit König Friedrich bestimmt, dass Alfonso nach Neapel abreisen sollte, sobald er reisen konnte und wollte ihn selbst begleiten oder ihm später nachfolgen. Allgemein wurde gemunkelt, dass der Drahtzieher hinter dem Attentat Cesare Borgia sei, der seine Schwester von Neuem politisch verheiraten wollte. Diese Vermutungen wurden durch eine Episode bestätigt, als der venezianische Gesandte auf Papst Alexander VI. traf. Nach längeren Verhandlungen über die Unschuld seines Sohnes soll dieser schließlich erklärt haben, dass, sollte Cesare hinter dem Attentat stecken, dies nur ein Zeichen dafür wäre, dass Alfonso es verdient hätte.
Unter den Verdächtigen waren auch die Orsini, da Alfonso mit den Colonna sympathisierte, die seit jeher Feinde der Orsini waren. Die Mehrheit der Hinweise deutete jedoch auf den Sohn des Papstes hin. So schrieb zum Beispiel Calmeta, der Albanese beherbergte, an die Herzogin von Urbino, dass der Drahtzieher der Attacke auf Alfonso von Aragon Cesare Borgia gewesen sei.

### Ermordung

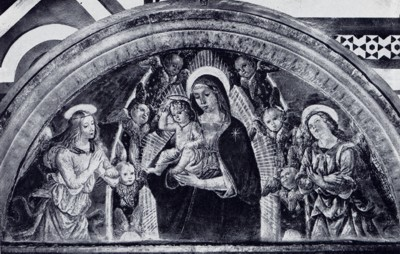
Lucrezia Borgia (links) mit ihrem Sohn Rodrigo (rechts neben ihr) und ihrem zweiten Ehemann Alfonso von Aragon (ganz rechts), um 1500 (kurz nach der Ermordung Alfonsos)

„Zumal sich Don Alfonso weigerte, an seinen Wunden zu sterben, wurde er im Bett erdrosselt.“ (Johannes Burckard)
Als sich der Herzog von Bisceglie am Nachmittag des 18. August mit wenigen anderen Personen in seinem Zimmer aufhielt, sandte Cesare Borgia bewaffnete Schar unter dem Kommando von Michelotto Corella, mit dem Befehl, alle, die sich in der Nähe seines Schwagers aufhielten, festzunehmen, als Antwort auf ein Komplott gegen die Borgia. Alle Männer des Herzogs wurden ergriffen und inhaftiert, einschließlich der beiden neapolitanischen Ärzte. Lucrezia und Sancha eilten herbei und forderten eine Erklärung. Michelotto antwortete, dass er keine genauen Kenntnisse hatte und dass sie sich diesbezüglich an den Papst wenden sollten, um bei ihm die Freilassung der Gefangenen zu erwirken. Der florentinische Gesandte berichtet, dass Alfonso sich noch schwankend mit erhobener Hand erhob, wie um um Gnade zu flehen. Michelotto sprach in der Folge von einem zufälligen Sturz, der eine tödliche Blutung bei Alfonso hervorgerufen haben soll. Tatsächlich wurde er wohl von Michelotto erwürgt. Lucrezia und Sancha wurde es weder erlaubt, den Leichnam zu sehen, noch an der eilig ausgerichteten Beerdigung am Abend des 18. August teilzunehmen. Alfonso von Aragon wurde in der Kirche Santa Maria della Febbre, nahe St. Peter beigesetzt. Den Trauergottesdienst führte der Erzbischof von Cosenza, Francesco Borgia, durch. Lucrezia soll über den Tod ihres Ehemanns verzweifelt gewesen sein.
Für die Gefolgsleute Alfonsos, die am 18. August gefangen genommen worden waren, folgten schreckliche Tage: Man sagt, sie seien gefoltert worden, damit sie den vermeintlichen Komplott gestanden sollten, da es jedoch nichts zuzugeben gab, durften sie nach Neapel zurückkehren. Allerdings wurde der Bruder der Mutter Alfonsos, Giovanni Maria Gazullo, wenige Tage später auf der Wiese des Engelspalastes tot aufgefunden.
Cesares Begründung für die Ermordung Alfonsos war, dass dieser versucht haben soll, ihn zu töten. Es wurde ihm jedoch kaum geglaubt. Lucrezia heiratete zwei Jahre später den Herzog von Ferrara Alfonso I. d’Este. Ihren einzigen Sohn mit Alfonso, Rodrigo, musste sie dafür zurücklassen. Er starb mit 12 Jahren an einer Krankheit in Bari.

## Darstellung in Film und Fernsehen
- Alphons Fryland in Lucrezia Borgia (Film, Deutschland 1922)
- Max Michel in Lucrèce Borgia (Film von Abel Gance, Frankreich 1935)
- John Sutton in Bride of Vengeance (Film, USA 1949)
- Massimo Serato in Lucrezia Borgia (Film, Frankreich 1953)
- Fred Robsahm in Lucrezia Giovane (Film, Italien 1974)
- Ryan Michael in I Borgia (Miniserie von BBC Two und RAI, England und Italien 1981)
- Alexander Katsapov (Tänzer) in Lucrezia Borgia (Oper/Ballett, Prag 2003)
- Giorgio Marchesi in Die Borgias (Film von Antonio Hernández, Spanien 2006)
- Alejandro Albarracín in Borgia (Fernsehserie, Deutschland u. a. 2011)
- Sebastian De Souza in Die Borgias (Fernsehserie von Showtime, USA 2013)